# Abraham Aboab
Rabbi Abraham ben Menasseh Aboab (hebräisch: רבי אברהם בן מנשה אבוהב; * um 1560 in Lissabon; † 1642 in Verona) auch Abraham V Aboab oder mit christlichem Namen António Faleiro war ein portugiesischer Marrane, Philanthrop und Rabbiner, der zu den Gründern der Jüdischen Gemeinde Hamburg gehörte. 

## Leben
In der portugiesischen Aboab-Familie geboren, gehörte sein Vater Rav Menasseh Aboab zu den Kryptojuden. Mit seinem Bruder Jacob gewann Abraham großen Reichtum durch Fernhandel in Lissabon. Um der portugiesischen Inquisition zu entkommen, gingen beide nach Antwerpen, wo sie ihre jüdischen Namen Aboab annahmen und eine Firma betrieben, die Zucker und Gewürze über Portugal nach Nordeuropa importierte. Abraham heiratete eine Schwester von Álvaro Dinis, Ana Dinis, das Paar zog um 1610 nach Hamburg. Dort baute er die zweite Synagoge der Stadt für die portugiesische Gemeinde „Keter Torah“, und gründete mehrere Schulen (Jeschiwot), sogar bis nach Palästina. 1625 zog er nach Verona, wo sein Sohn Samuel (1610–1694) lebte, den er mit 13 Jahren zum Studium nach Venedig geschickt hatte und der einer der bedeutendsten Rabbiner Italiens wurde.